# Seoul Metropolitan Rapid Transit Corporation
A Seoul Metropolitan Rapid Transit Corporation  (hangul: 서울특별시 도시철도공사, Szoul Thukpjolsi Tosicsholdo Kongsza, handzsa: 서울特別市 都市鐵道公社, RR: Seoul Teukbyeolsi Dosicheoldo Gongsa; röviden: SMRT) a szöuli metró 5-ös, 6-os, 7-es és 8-as vonalát 2017-ig működtető társaság. A szöuli önkormányzat a társaság összeolvasztását tervezte az 1-4 vonalakat üzemeltető Seoul Metro vállalattal, a hatékonyabb működés érdekében, ez 2017-re valósult meg. A vonalakat 202 szerelvény, 1606 kocsival szolgálja ki.

## Vonalak
| Vonal neve | Vonal neve koreai nyelven | Kezdő állomás     | Végállomás(ok)                                 | Állomások száma | Üzemeltetett hossz |
|            |                           |                   |                                                |                 |                    |
| 5-ös vonal | 5호선                     | Panghva (Banghwa) | Szangil-tong (Sangil-dong) / Macshon (Macheon) | 51              | 52,3 km            |
| 6-os vonal | 6호선                     | Ungam (Eungam)    | Ponghvaszan (Bonghwasan)                       | 38              | 35,1 km            |
| 7-es vonal | 7호선                     | Csangam (Jangam)  | Puphjong-ku cshong (Bupyeong-gu cheong)        | 51              | 57,1 km            |
| 8-as vonal | 8호선                     | Amsza (Amsa)      | Moran                                          | 17              | 17,7 km            |